# Februarie 1995
Acest articol este generat integral pe baza informațiilor din articolul 1995 și este actualizat periodic de un robot.
 Editările făcute în articol vor fi șterse la următoarea actualizare! Dacă doriți să faceți modificări, editați articolul-sursă.

ianuarie -
februarie -
martie -
aprilie -
mai -
iunie -
iulie -
august -
septembrie -
octombrie -
noiembrie -
decembrie
Februarie 1995 a fost a doua lună a anului și a început într-o zi de miercuri.

## Evenimente
- 1 februarie: Intră în vigoare acordul de asociere la UE a României, Cehiei, Bulgariei și Slovaciei, ceea ce înseamnă că țările respective ajung în etapa pregătirii pentru aderarea efectivă la Uniunea Europeană.
- 3 februarie: Este lansată naveta spațială „Discovery", pentru o misiune de opt zile. La bord s-a aflat cosmonautul Serghei Krikalev, alături de alți 5 astronauți americani. A fost prima misiune comună americano-rusă din 1975, când a avut loc istorica întâlnire în cosmos dintre stația americană „Apollo" și cea sovietică „Soiuz".
- 13 februarie: Premieră electorală la Scornicești. În satul unde s-a născut Nicolae Ceaușescu, a fost ales, prin vot, primar, Teodor Zamfir, candidatul PNL.
- 17 februarie: La București încep Lucrările Convenței Democratice privind modoficarea protocolului de funcționare a alianței. Se hotărește existența unei liste unice în alegeri, candidat unic la prezidențiale și păstrarea structurilor CDR.
- 24 februarie: La ședința Comitetului Executiv al CDR, Emil Constantinescu declară că PAC, PL’93, UDMR și PSDR nu mai fac parte din alianță.

## Nașteri
- 1 februarie: Mërgim Vojvoda, fotbalist belgian
- 2 februarie: Bogdan Adrian Vasile, fotbalist român
- 2 februarie: Vlad Muțiu, fotbalist român
- 3 februarie: Deian Boldor, fotbalist român
- 8 februarie: Joshua Walter Kimmich, fotbalist german
- 8 februarie: Alexandru Ionuț Mitriță, fotbalist român (atacant)
- 10 februarie: Naby Deco Keïta, fotbalist guineean
- 11 februarie: Yang Zhaoxuan, jucătoare de tenis chineză
- 13 februarie: Leona Kate Vaughan, actriță britanică
- 17 februarie: Madison Keys, jucătoare americană de tenis
- 18 februarie: Doru Popadiuc, fotbalist român
- 20 februarie: Ionuț Vînă, fotbalist român
- 24 februarie: Narcis Iustin Ianău, cântăreț român
- 24 februarie: Elena Panțuroiu, atletă română
- 25 februarie: Christian Baumann, sportiv elvețian (gimnastică artistică)
- 27 februarie: Sergej Milinković-Savić, fotbalist sârb
- 27 februarie: Tomáš Souček, fotbalist ceh
- 27 februarie: Kosuke Nakamura, fotbalist japonez

## Decese
Karl Gruber, 85 ani, politician și diplomat austriac (n. 1909)
Donald Pleasence, 75 ani, actor britanic (n. 1919)
Nicolae Simionescu, medic român (n. 1926)
Rachid Mimouni, 49 ani, scriitor algerian (n. 1945)
Sámuel Domokos, 81 ani, istoric literar, folclorist și bibliograf maghiar (n. 1913)
Radu Bălan, 59 ani, comunist român (n. 1936)
Nicolae Costin, politician moldovean (n. 1936)
Emmanuel Roblès, 80 ani, scriitor francez născut în Algeria (n. 1914)
Ed Flanders, actor american (n. 1934)
Ion Holban, 79 ani, psiholog român (n. 1916)
Jack Clayton, 73 ani, regizor britanic de film (n. 1921)